# Walt Whitman
Walt Whitman, ameriški pesnik, esejist, humanist in novinar, * 31. maj 1819, West Hills, New York, † 26. maj 1892, Camden, New Jersey.

## Življenjepis
Whitman se je rodil leta 1819 v West Hillsu na Long Islandu v ameriški zvezni državi New York v družini živinorejca. Mladost je preživel v Brooklynu. Najprej je bil kurir, nato tiskarski vajenec in učitelj, leta 1838 pa se je posvetil novinarstvu. V državljanski vojni je sodeloval kot bolničar, po koncu vojne leta 1865 pa je bil uradnik v Washingtonu. Leta 1873 se je umaknil v Camden, kjer je leta 1892 tudi umrl.

## Dela
Whitmanove lirske pesmi, zbrane v knjigi Travne bilke (Leaves of Grass, 1855) s poznejšimi dopolnili, so po vzoru svetega pisma in Macphersonovih »ossianskih spevov« pisane v obliki ritimizirane proze oziroma prostega verza. (Ossian je južnoirska mitološka oseba; pod njegovim imenom je J. Machperson izdal svoje, domnevno iz galskega jezika prevedene ponaredke) Whitman z retoričnim patosom opeva panteistično pojmovani kozmos, življenje in prirodo, predvsem pa demokracijo, svobodo, kolektivno skupnost in hkrati pomembnost vsakega posameznika.